# Maladie liée à l'environnement
Les maladies liées à l'environnement sont des maladies qui peuvent être attribuées directement à des facteurs environnementaux. 

## Origines
Elles sont provoquées par plusieurs facteurs pouvant agir seuls ou en synergie (effet cocktail) tels que : les radiations du soleil, le régime alimentaire, le mode de vie, la pollution de l'air (y compris pollution de l'air intérieur), la pollution de l'eau et/ou d'aliments, la pollution routière, la pollution lumineuse, l'exposition à des déchets ou produits toxiques (cancérigènes, mutagènes, reprotoxiques notamment), le tabagisme passif, etc. Elles peuvent aussi être liées au dérèglement climatique dont certains facteurs (réchauffement climatique, chaleur, humidité et/ou stress hydrique excessifs, etc.). Elles peuvent parfois être évitées par des moyens simples (comme se couvrir, dormir sous une moustiquaire, faire bouillir l'eau si elle risque de ne pas être potable, s'adapter au changement climatique, etc.), mais le risque est souvent chronique, invisible voire émergent.

## Classification
Les maladies environnementales sont généralement comprises dans les maladies non transmissibles et n'incluent pas les maladies professionnelles acquises sur le lieu de travail, mais des facteurs environnementaux par exemple lié au réchauffement climatique peuvent aussi favoriser la propagation de maladies transmissibles (maladies hydriques et/ou véhiculées par les moustiques par exemple).

## Histoire
Comme les maladies professionnelles, les maladies environnementales ne sont pas nouvelles ; elles existent depuis la Préhistoire, mais au cours de l'anthropocène elles ont évolué avec les modifications anthropiques ou naturelles (climatiques) de l’environnement.
Certaines de ces maladies concernent plutôt les populations urbaines et des régions industrielles ou des personnes vivant près des routes, ports, mines et autres lieux polluants, d'autres touchent les pays riches et vieillissants (certains cancers et maladies chroniques, ou auto-immunes notamment) et d'autres touchent plutôt des populations rurales pauvres exposées par exemple plus directement aux pesticides et à des eaux polluées ou non potabilisées, aux effets sanitaires de la déforestation ou à certaines maladies vectorielles.
L'ONU (via l'OMS notamment) promeut une approche dite One Health, et l'Europe et de nombreux pays ont mis en place des politiques ou stratégie sur le thème de la santé environnementale, avec par exemple en France un PNSE et des PRSE régulièrement mis à jour.

## Judiciarisation
Pour diverses raisons (allant de leur complexité, dans le cas des synergies par exemple, au jeu des lobbies en passant par le secret) les maladies environnementales sont bien moins reconnue  que les maladies professionnelles devant les administrations, la loi et la justice. 
En 2019 David Egilman (médecin à l’Université Brown), estime « que de grandes entreprises ont minimisé leurs coûts au détriment de la santé publique » et « que l'argent et le pouvoir des entreprises ont intimidé les scientifiques et corrompu la Science elle-même », ce qui l'a poussé à dénoncer des articles ou certaines revues scientifiques publiant ce qu'il décrit comme « des résultats altérés ». En 35 ans ses témoignages  d'expert et dépositions lors d'expertises judiciaires ont concerné plus de 600 cas de maladie professionnelle  ou environnementale. Ces cas concernaient notamment des fabricants de médicaments, de matériels médicaux et, récemment, de poudre de bébé. Son travail a permis aux victimes d'être mieux reconnues et qu'elles soient indemnisées (plusieurs  milliards de dollars pour le total des centaines d'affaires qu'il a suivi. Ses détracteurs disent qu'il étend la science en faveur du plaidoyer. 

Des avocats et des historiens se sont également spécialisés dans les affaires de santé environnementale.
Une tendance surtout exprimée aux États-Unis, est que la responsabilisation de ces formes nouvelles d'exposition à un nombre croissant de toxiques (y compris ondes potentiellement source de problèmes de santé) se juge devant les tribunaux locaux ou fédéraux,  installant une jurisprudence sur ce thème mal couvert par la réglementation. 
Depuis l'antiquité ou au moins depuis les années 1970 la toxicité de l'amiante, de la silice, du plomb, du mercure du tabac et de nombreux pesticides ne fait plus l'objet de doute scientifique et médical ; Ces composés environnementaux ou introduits dans notre environnement par l'industrie et le commerce sont depuis longtemps reconnus facteurs d'asbestose,de silicose, de saturnisme, d'hydrargyrisme et de cancers ou autres pathologies graves et mortelles, que les entreprises productrices ont cherché à cacher puis à minimiser, seules ou via des lobbys et cartels. 

Une question juridique - débattue depuis les années 1970 - est donc : À partir de quand une entreprise (chimique, pharmacochimique ou autre) doit être considérée comme ayant eu connaissance de la nocivité ou du risque de nocivité de son (ou de ses) produit(s). Cette question est délicate car le secret industriel, le secret des affaires cachent une partie des réponses aux juges et au corps médical. Ceci a conduit des jurys de tribunaux à aussi faire appel à des historiens spécialisés dans l'histoire environnementale, l'histoire des sciences et l'histoire des entreprises, mais certains de ces historiens ont aussi mis leur expertise au service de l'industrie lors de procès intentés par les ouvriers, des riverains ou des consommateurs (victimes du tabagisme par exemple), du saturnisme ou d'asbestose par exemple... alors que d'autres de ces historiens témoignaient au profit des plaignants. 
Pour les chimistes, biochimistes, médecins ou historiens appelés à témoigner à la barre des questions d'éthos professionnel, de neutralité, et d'indépendance se posent lors de la construction et de l'exposé des argumentaires juridiques.
La Suède reconnaît l'électrohypersensibilité (voir Sensibilité électromagnétique) comme une déficience fonctionnelle liée à l'environnement, ce qui offre aux personnes atteintes de cette déficience une protection juridique, ainsi que le droit d'obtenir des mesures d'accessibilité gratuites, ainsi que des subventions gouvernementales et un soutien économique de la municipalité.

### Articles
- Maladie liée au mode de vie

- Maladie
- Santé publique, santé environnementale
- Pollution
- Perturbateur endocrinien
- Thérapeutie
- Sensibilité électromagnétique